# Boér László
Boér László (Magyarszovát, 1907. március 28. – Marosvásárhely, 1972. szeptember 17.) magyar orvos, orvosi szakíró. Felesége Léber Margit matematikai szakíró.

## Életútja
Oklevelét 1931-ben szerezte Kolozsvárt. 1932-ben elnyerte a Budapesti Orvostudományi Társaság pályadíját, s bakteriológiai, szerológiai tanulmányokat folytatott a Magyar Országos Közegészségtani Intézetben, 1939-től 1948-ig Szatmáron kórházi főorvos, egyben a helyi Kölcsey Egyesület tudományos osztályának elnöke. 1949-től a marosvásárhelyi OGYI járványtani tanszékét vezette. Docens doktor (1972).
Szakfolyóiratokban (Revista Medicală – Orvosi Szemle, Microbiologie-Epidemologie, Igienă, Revista medico-chirurgicală din Iași, Acta Microbiologica) megjelent közleményei a hastífusz, vérhas, gyermekbénulás, diftéria, sárgaság járványtanával, a baktériumok variációjával és genetikai kérdésekkel foglalkoznak. Több bakteriológiai, járványtani jegyzet szerzője; szakmai középiskolák számára írta Orvosi mikrobiológia (1951) és Haranghy Lászlóval közösen Mikrobiológia és parazitológia (1952) című tankönyveit. Társszerzője a Nestorescu-féle Bacteriologie medicală (1961) és az Ivan-féle Epidermiologie generală și specială (kőnyomatos, 1963) c. szakmunkáknak.